# المركز الإعلامي للعلوم
المركز الإعلامي للعلوم عبارة عن منظمة تأسست في عام 2002، بعد عامين من تقرير لجنة اختيار مجلس اللوردات في المملكة المتحدة حول العلوم والتكنولوجيا في عام 2000 حول «العلم والمجتمع» في عام 2000.
ذكر هذا التقرير أنه في حين تم الإبلاغ عن العلم بدقة بشكل عام في وسائل الإعلام، كانت هناك حاجة للترويج لمزيد من معلومات الخبراء في الأوقات التي يتعرض فيها العلم للهجوم في العناوين الرئيسية، مع الإشارة إلى رد فعل الجمهور على المحاصيل المعدلة وراثيًا، على وجه الخصوص.

## المهام
من أجل تعزيز العلم الأكثر استنارة في وسائل الإعلام، تتمثل الوظيفة الرئيسية للمركز في خدمة الصحفيين، وتقديم ملخصات أساسية حول القضايا العلمية الحالية وتسهيل المقابلات مع العلماء. مديرتها هي فيونا فوكس وهي عضوة سابقة في الحزب الشيوعي الثوري ومساهمة سابقة في مجلتها الماركسية الحية.

## أهداف
الهدف المعلن لـلمركز الإعلامي للعلوم هو «تسهيل تفاعل المزيد من العلماء مع وسائل الإعلام، على أمل أن يتمكن الجمهور من الوصول إلى معلومات علمية دقيقة وقائمة على الأدلة حول قصص اليوم».

## بنية
ساعدت سوزان غرينفيلد، مديرة المعهد الملكي لبريطانيا العظمى، في إنشاء المركز الإعلامي للعلوم.[بحاجة لمصدر] في حين أن المركز لا يزال يقع في جناح تم تجديده خصيصًا للمؤسسة الملكية، يتم المطالبة بالاستقلال الكامل من جميع الممولين والداعمين.[بحاجة لمصدر]
يتم تمويل المركز الإعلامي للعلوم من قبل أكثر من 60 منظمة، مع حد أقصى للتبرعات الفردية بقيمة 12.500 جنيه إسترليني سنويًا.[بحاجة لمصدر] يتلقى المركز الإعلامي للعلوم رعاية من مجموعة من الممولين بما في ذلك المؤسسات الإعلامية والجامعات والجمعيات العلمية والمتعلمة ومجالس الأبحاث في المملكة المتحدة والهيئات الحكومية وكوانجوس والجمعيات الخيرية والمانحين من القطاع الخاص والهيئات الاعتبارية. للحصول على قائمة محدثة بالممولين، انظر.

## نقد
ذكر مقال نُشر عام 2013 في مجلة طبيعة عن المركز الإعلامي للعلوم، «ربما كان أكبر انتقاد لقناة فوكس والمركز الإعلامي للعلوم هو أنهم يدفعون بالعلم بقوة شديدة - حيث يعملون كوكالة علاقات عامة أكثر من كونهم مصدرًا للمعلومات العلمية الدقيقة.»
في عام 2002، وصف رونان بينيت وآلان روسبريدجر المركز الإعلامي للعلوم بأنها مجموعة ضغط.

## مراكز العلوم الإعلامية أخرى
خلال فترة البروفيسور جرينفيلد كمفكر مقيم في جنوب أستراليا، تم إنشاء مركز إعلامي للعلوم أسترالي جديد في أديلايد، أستراليا في أغسطس 2005.
توجد مراكز العلوم الإعلامية في دول أخرى مثل اليابان؛ باستثناء العلاقة بين المركز الإعلامي للعلوم في المملكة المتحدة والمركز الأسترالي للعلوم، فإن هذه المراكز مستقلة عن بعضها البعض.[بحاجة لمصدر]
تأسس المركز الإعلامي للعلوم في كندا في عام 2008.
تم إطلاق مركز نيوزيلندا للإعلام العلمي في 30 يونيو 2008
تأسس المركز الإعلامي للعلوم بألمانيا في عام 2015 بمبلغ 1.5 مليون يورو من الأموال الأولية من قبل كلاوس تشيرا، مؤسس شركة البرمجيات الأنظمة والتطبيقات والمنتجات في معالجة البيانات.

## روابط خارجية
- المركز الإعلامي للعلوم
- المركز الإعلامي للعلوم الأسترالي
- المركز الإعلامي للعلوم في كندا
- مركز ساينس ميديا لنيوزيلندا
- جورج مونبيوت على المركز الإعلامي للعلوم